# ホルヘ・ディアス
ホルヘ・ディアス（Jorge Díaz、1930年2月20日 - 2007年3月13日）は、チリの俳優。
元USBA全米スーパーバンタム級王者・元NABA北米スーパーバンタム級王者のテオン・ケネディなどとの対戦経験を持つプロボクサーのホルヘ・ディアスや、ラテン音楽歌手・声優のホルヘ・ディアス（フルネームはホルヘ・ディアス・ロドリゲス）とは、同姓同名の別人である。